# Ethel Gordon Fenwick
Ethel Gordon Fenwick (apellido de soltera: Manson; 26 de enero de 1857 - 13 de marzo de 1947) fue una enfermera británica que tuvo un papel destacado en la historia de la enfermería de su país. Hizo campañas para obtener un certificado reconocido a nivel nacional para la enfermería, para asegurar el título de enfermero y reunió mayoría en el Parlamento con el fin de controlar la enfermería y hacerla exclusiva para los que tuvieran un registro.

## Biografía
Ethel Gordon Manson nació en Elgin (Moray), hija de un doctor rico que falleció cuando ella era niña. Su madre entonces contrajo matrimonio con George Storer, un miembro del Parlamento. Recibió educación privada en Middlethorpe Hall, en Middlethorpe (Yorkshire). A los 21 comenzó a formarse como enfermera en el Hospital de Niños de Nottingham como enfermera practicante remunerada, y luego en la Enfermería Real de Mánchester. Su habilidad fue reconocida y ella partió para Londres, donde trabajó en los hospitales de Whitechapel y Richmond.
En 1881, a los 24, comenzó a trabajar de matrona del hospital de San Bartolomé, un puesto que ocupó hasta 1887, cuando renunció para casarse con el doctor Bedford Fenwick, quien hizo aportes valiosos a la profesión de la enfermería. Luego de esto, fue llamada «Mrs. Bedford Fenwick» en el ámbito profesional.
Ese año también fundó la Asociación Real de Enfermeras Británicas. Tuvo un rol destacado en la creación de la Fundación Internacional Florence Nightingale, que luego sería el Consejo Internacional de Enfermería, y fue su presidenta durante los primeros cinco años. Además, hizo que se prolongara el tiempo de formación para las enfermeras e hizo campañas por el registro de las enfermeras en el Reino Unido; cosa que se logró con un acta de 1919. Ethel Gordon Fenwick figura como «enfermera número 1» en el registro, que se abrió en 1923. Sin embargo, Nueva Zelanda fue el país que tuvo las primeras enfermeras registradas (en 1902) y Ellen Dougherty fue la primera enfermera registrada del mundo.
Ethel Fenwick adquirió el Nursing Record en 1893 y comenzó a editarlo en 1903. Lo renombró como The British Journal of Nursing y en él mostró su pensamiento y sus creencias. Por ejemplo, no coincidía con Florence Nightingale y Henry Burdett sobre el registro de las enfermeras; además, consideraba que había necesidad de recibir preparación hasta alcanzar un cierto estándar y que había que limitar el ingreso a la profesión para las hijas de las clases sociales más altas. También se oponía a que durante la formación se jugara a ser enfermera, porque esto atraería el tipo incorrecto de muchachas. Asimismo deseaba que existiera control sobre las enfermeras a domicilio.
En 1927 fundó el British College of Nurses con una donación de 100 000 libras, realizada por un paciente agradecido del doctor Fenwick. Ella fue presidenta y tesorera por el resto de su vida.
En 1999 se instaló en su antigua casa de número 20 de Upper Wimpole Street una placa azul de English Heritage, como homenaje.